# Piyamavadi
Công chúa Piyamavadi Sri Bajarindra Mata (tiếng Thái: สมเด็จพระปิยมาวดีศรีพัชรินทรมาตา; RTGS: Piyamawadi Siphatcharinthramata) hoặc Chao Khun Chom Manda Piam (tiếng Thái: เจ้าคุณจอมมารดาเปี่ยม) nhũ danh Piam Sucharitakul (tiếng Thái: เปี่ยม สุจริตกุล; RTGS: Piam Sucharitakun). Cô là một trong những người vợ của hoàng gia của vua Mongkut và là người gốc Thái-Trung Quốc.
Khi cháu của bà, Thái tử Maha Vajiravudh (Rama VI) lên ngôi làm vua Rama VI, ông thăng của cô như công chúa Piyamavadi Sri Bajarindra Mata (nghĩa là: Piam, công chúa mẹ của Nữ hoàng Sri Bajarindra)
Cô đã có sáu con với vua Mongkut.
1. Hoàng tử Unakan Ananta Norajaya
2. Hoàng tử Devan Uthayawongse (Sau Hoàng tử Devavongse Varoprakarn)
3. Công chúa Sunandha Kumariratana (Sau Nữ hoàng Sunandha Kumariratana)
4. Công chúa Savang Vadhana (Sau Nữ hoàng Sri Savarindira, các Bà Nữ hoàng)
5. Công chúa Saovabha Bongsi (Sau Nữ hoàng Sri Bajarindra, Queen Mother)
6. Hoàng tử Svasti Sobhana (Sau này Hoàng tử Svastivatana Visishta)